# Katusice

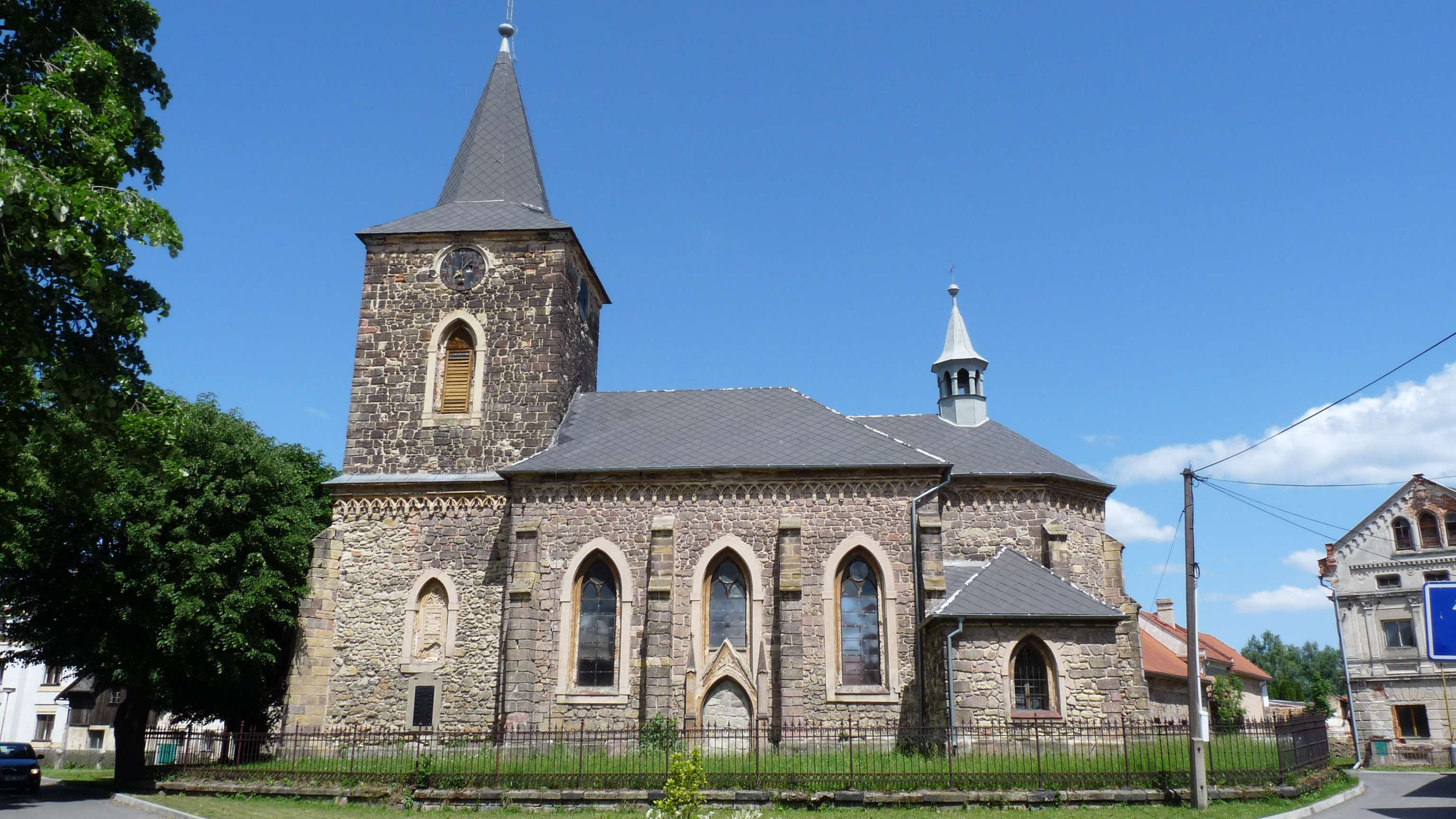
Kirche in Katusice

Katusice ist eine Gemeinde im Okres Mladá Boleslav, Tschechien. Sie liegt etwa elf Kilometer westlich der Bezirkshauptstadt Mladá Boleslav.

## Geografie
Die Gemeinde befindet sich in einem leicht gewellten, hauptsächlich landwirtschaftlich genutzten Gebiet. Durch den Ort führt die Straße 272 von Bělá pod Bezdězem nach Benátky nad Jizerou, die Straße 259 von Mladá Boleslav nach Mšeno und die Bahnstrecke Mělník–Mšeno. Nachbarorte sind Sudoměř im Westen, Březovice im Nordwesten, Plužná im Norden, Bukovno im Osten sowie Krásná Ves, Kováň und Skalsko im Süden.

## Geschichte
Die erste schriftliche Erwähnung des Ortes stammt von 1352. Im Mittelalter soll hier eine Feste gestanden haben, die in den Hussitenkriegen zerstört wurde. Seit dem Ende des 14. Jahrhunderts sind Namen lokaler Grundherren und Grundeigentümer überliefert. Um 1543 gehörte der Besitz den Herzan von Harras. 1798 kam der Ort an Franz Anton von Sporck.
Nach 1774 wurde in Katusice eine Schule eingerichtet. Im 19. Jahrhundert lebte hier der Landtagsabgeordnete, landwirtschaftlicher Unternehmer und Kunstmäzen Jan Nepomuk Krouský. 

## Sehenswürdigkeiten
- Die Mariä Himmelfahrt geweihte Kirche wurde 1352 erstmals erwähnt. Sie brannte 1847 aus und wurde 1853–57 im pseudogotischen Stil wiederaufgebaut.
- Nördlich des Ortes liegt der bewaldete Hügel Bezvel (340 m) mit einer Sandsteinsäule, die zum Klettern genutzt werden kann.
- Auf einem ehemaligen landwirtschaftlichen Flugplatz finden Dragster-Rennen statt.

## Gemeindegliederung
Zur Gemeinde gehören neben dem Ort Katusice die Dörfer Doubravice, Spikaly, Trnová und Valovice.